# Empoasca danielsae
Empoasca danielsae är en insektsart som beskrevs av Rowland Southern 1982. Empoasca danielsae ingår i släktet Empoasca och familjen dvärgstritar. Inga underarter finns listade i Catalogue of Life.